# 沟子湖
沟子湖是一个位于中国江西省波阳县的湖泊，面积约为4平方千米。